# The Beginning (Fallout)
"The Beginning" es el octavo episodio y el final de la primera temporada de la serie de televisión estadounidense posapocalíptica y drama Fallout, basada en la franquicia de videojuegos de rol del mismo nombre creada por Interplay Entertainment y ahora propiedad de Bethesda Softworks. El episodio fue escrito por el productor Gursimran Sandhu y dirigido por Wayne Yip. Fue lanzado en Prime Video el 10 de abril de 2024, junto con el resto de la temporada.
La serie describe las consecuencias de una guerra nuclear apocalíptico en una historia alternativa de la Tierra donde los avances en la tecnología nuclear después de la Segunda Guerra Mundial llevaron al surgimiento de una sociedad retrofuturista y una posterior guerra de recursos. Los supervivientes se refugiaron en refugios antiatómicos conocidos como Bóvedas, construidos para preservar a la humanidad en caso de una aniquilación nuclear. En el episodio, Lucy se reúne con Hank, mientras Maximus se propone encontrar a Moldaver.
El episodio recibió críticas extremadamente positivas por parte de la crítica, quienes elogiaron su resolución, guion y actuaciones.

## Trama
La Hermandad recoge a Maximus (Aaron Moten) y lo lleva a la base. Insatisfecho porque no le entregó la cabeza a Wilzig, el Anciano (Michael Cristofer) exige que Maximus lo lleve hasta Moldaver o enfrentará las consecuencias por sus acciones. Mientras tanto, Lucy (Ella Purnell) llega a la base de Moldaver (Sarita Choudhury) y encuentra a Hank (Kyle MacLachlan) encerrado en una jaula.
Moldaver revela que Hank no nació en el Refugio 31 y que ni siquiera está en su momento adecuado. En los tiempos previos a la guerra, Hank trabajó en Vault-Tec, donde Barb (Frances Turner) gestionaba los planes de la compañía de iniciar una guerra nuclear para eliminar a sus competidores, asegurando la paz mediante el monopolio sobre los humanos de la bóveda. Este plan implicaría la creación de Refugios en todo el país, con los 31, 32 y 33 interconectados. Hank y su esposa, Rose (Elle Vertes), fueron seleccionados para ser sometidos a un sueño criogénico, pero Rose no estaba contenta con los planes de Hank. Llevó a los bebés Lucy y Norm fuera del Refugio y se instaló en Shady Sands. Hank los encontró y, después de llevar a los niños de regreso al Refugio 33, bombardeó Shady Sands con una bomba nuclear, lo que a su vez provocó que Rose se convirtiera en un demonio salvaje (Chelsea Reuter) el cual, en realidad, está en la mesa frente a Lucy.
Conmocionada por las revelaciones, Lucy consigue que Hank le entregue el código a Moldaver, ya que la cabeza de Wilzig es la clave para activar el reactor de fusión. Cuando comienza el proceso, llega la Hermandad para capturar a Moldaver. Sin embargo, Howard (Walton Goggins) también llega y lucha contra la Hermandad. Maximus aprovecha la oportunidad para llegar a Lucy y liberar a Hank. Sin embargo, Hank noquea a Maximus, se hace cargo de su armadura y le dice a Lucy que lo acompañe. Lucy se niega y, cuando Howard se enfrenta a su familia, decide huir. Mientras, en el Refugio 31, Norm (Moisés Arias) se horroriza al descubrir una versión cyborg con cerebro sobre ruedas de Bud Askins (Michael Esper), quien supervisa a los ejecutivos junior de Vault-Tec almacenados criogénicamente. Después de que Norm se entera de la verdad, Bud lo atrapa en el Refugio 31, dejándole la opción de ingresar a una de las cápsulas.
Con la esperanza de encontrar respuestas, Howard invita a Lucy a unirse a él. Ella acepta y mata a Rose para poner fin a su sufrimiento. Cuando parten, Maximus se despierta y ve a Moldaver activar el reactor y devolver la electricidad a la ciudad. Sin embargo, Moldaver muere a causa de sus heridas, justo cuando llegan más soldados de la Hermandad. Creyendo que mató a Moldaver, Maximus es proclamado Caballero. En las afueras, Hank sale corriendo y mira asombrado una ciudad: New Vegas.

## Producción

### Guion
Sobre la decisión de Lucy de irse con Howard, Geneva Robertson-Dworet explicó: "El Ghoul parece saber muchísimo más sobre este mundo que ella. Hay una cierta cantidad de 'Quiero entender, Quiero entender', salir de la cueva de nuevo". En cierto modo, es una imagen reflejada para el piloto".
Goggins no estaba familiarizado con la frase "La guerra nunca cambia" extraída de la franquicia de videojuegos. A pesar de eso, se alegró de no saberlo de antemano, ya que "me habría sentido muy intimidado". Los showrunners querían evitar contarles a las estrellas sobre referencias al juego, ya que sentían que esto los distraería. Wagner dijo: "Realmente queríamos expresarlo primero desde el punto de vista de Barb, y luego ver el lado A y el lado B, y la brecha entre los dos".

### Rodaje
Originalmente, la escena en la que Lucy mata a Rose involucraba a Purnell llorando. Pero el equipo sintió que no era genuino, y Purnell dijo que "si va a levantarse e ir al páramo, necesita ser una mujer cambiada, y tal vez su dolor deba dar paso a algo más difícil". Esto llevó a que se volviera a rodar la escena.

### Música
La partitura está compuesta por Ramin Djawadi. El episodio incluyó muchas canciones, incluidas "I Don't Want to See Tomorrow" de Nat King Cole y "We Three (My Echo, My Shadow and Me)" de The Ink Spots.

## Estreno
El episodio, junto con el resto de la temporada, se estrenó el 10 de abril de 2024 en Amazon Prime Video. Originalmente, la temporada estaba programada para estrenarse el 12 de abril de 2024.

## Recepción crítica
"The Beginning" recibió críticas extremadamente positivas por parte de los críticos. William Hughes de The AV Club le dio al episodio una calificación de "A–" y escribió: "Al igual que los juegos de los que se basa, tiene ideas grandes y extrañas sobre la humanidad, la esperanza y el humor, y las expresa a través de un punto de vista como prácticamente nada más en la televisión, furiosamente cínica de una manera que nunca llega a la desesperación. No solo es una buena adaptación, sino una gran historia por derecho propio, y es suficiente para hacernos esperar sinceramente que este mundo no lo haga terminará pronto".
Jack King de Vulture le dio al episodio una calificación de 4 estrellas sobre 5 y escribió: "Este es el episodio más conmovedor de Fallout, ya que las tragedias del presente chocan con tragedias mayores del pasado, personales y de civilización. Se trata de un hombre que se convirtió en un monstruo, perseguido durante 200 años por una traición que, literalmente, destrozó el mundo. Se trata de un padre que cometió un acto monstruoso por lo que pensó que era el bien mayor. Se trata de una hija cuya visión del mundo está destrozada; revelaciones demasiado dolorosas para aceptarlas. Se trata de los ciclos de violencia y conflicto que estamos condenados a repetir por la codicia humana". 
Sean T. Collins de Decider escribió: "Sin hacer ningún esfuerzo ni mostrar ningún deseo de ocultar sus raíces en una forma de arte que prioriza el entretenimiento, Fallout es la más rara de las bestias: un juego post-apocalíptico con un sentido del humor demasiado negro para sea lindo al respecto, proporciona un verdadero giro estelar para Ella Purnell en particular, la única protagonista cuyo rostro está a la vista para que todos lo lean en todo momento y que, por lo tanto, tiene que llevar tanto peso sobre sus hombros. Quiero a Lucy. ganar este juego y estaré feliz de verla intentarlo".  Ross Bonaime de Collider le dio al episodio un 9 sobre 10 y escribió: "Incluso cuando la serie parece estar lista para dirigirse a New Vegas, brindando a los fanáticos del juego un lugar familiar que aman y reconocen, Fallout ha encontrado un lugar fascinante". manera de adaptar esta historia para la televisión cuando termina una misión, comienza otra, y si bien esa es la naturaleza normal de Fallout, este próximo viaje se siente como Fallout como una propiedad que explora este universo de una manera completamente nueva, y estamos ansiosos por hacerlo. Vea dónde continúa esta historia en la temporada 2". 
Joshua Kristian McCoy de Game Rant le dio al episodio una calificación de 4 estrellas sobre 5 y escribió: "Con un ingenio agudo, algunas escenas divertidas y una visión creativa sólida, Amazon publicó una adaptación sorprendentemente sólida de algo que parecía imposible. Fallout es una maravilla de principio a fin".  Greg Wheeler de The Review Geek le dio al episodio una calificación de 4 estrellas sobre 5 y escribió: "Este final, y el programa en su conjunto, realmente ha hecho un excelente trabajo al capturar la ambigüedad moral de los juegos y las diferentes decisiones que puedes tomar".

### Reconocimientos
TVLine nombró a Walton Goggins y Ella Purnell como los "Artistas de la semana" durante la semana del 20 de abril de 2024, por sus actuaciones en el episodio. El sitio escribió: "Tanto Walton Goggins como Ella Purnell claramente se divirtieron muchísimo con sus respectivos papeles en Fallout, como el despiadado Ghoul y la buena Lucy. Pero el final encontró a cada uno de sus personajes (o una versión pre-apocalíptica del mismo) confrontado con verdades muy serias y horribles, allanando el camino para actuaciones sobresalientes".